# Tecumseh (Nebraska)
Tecumseh is een plaats (city) in de Amerikaanse staat Nebraska, en valt bestuurlijk gezien onder Johnson County.

## Demografie
Bij de volkstelling in 2000 werd het aantal inwoners vastgesteld op 1716. In 2006 is het aantal inwoners door het United States Census Bureau geschat op 2011, een stijging van 295 (17,2%).

## Geografie
Volgens het United States Census Bureau beslaat de plaats een oppervlakte van 3,8 km², geheel bestaande uit land. Tecumseh ligt op ongeveer 346 m boven zeeniveau.

## Plaatsen in de nabije omgeving
De onderstaande figuur toont nabijgelegen plaatsen in een straal van 20 km rond Tecumseh.